# Mario Alfieri (portiere)
Mario Alfieri (fl. XX secolo) è stato un calciatore italiano, di ruolo portiere.

## Carriera
Esordisce nel Parma nella stagione 1923-1924, nella quale gioca nel campionato di Seconda Divisione (la seconda serie dell'epoca), nel quale gioca 13 delle 14 partite in programma subendo in totale 13 reti. Gioca come portiere titolare dei crociati anche nella stagione 1924-1925, durante la quale subisce 16 reti in 17 partite di campionato: il Parma inoltre in questa stagione vince il campionato e viene promosso in Prima Divisione, la massima serie dell'epoca.
Nella stagione 1925-1926 Alfieri disputa quindi 3 partite in Prima Divisione col Parma, subendovi 9 reti; a fine anno il club emiliano viene retrocesso in Seconda Divisione ma poi riammesso in Prima Divisione che, però, con la nascita del campionato di Divisione Nazionale viene declassata al secondo livello del calcio italiano; nella stagione 1926-1927 (la sua ultima con la maglia del Parma) Alfieri gioca una sola partita, nella quale subisce una rete.

## Palmarès

### Club

#### Competizioni nazionali
- Seconda Divisione: 1

Parma: 1924-1925